# 胡里克斯火山
22°50′43″S 67°49′29″W / 22.84528°S 67.82472°W

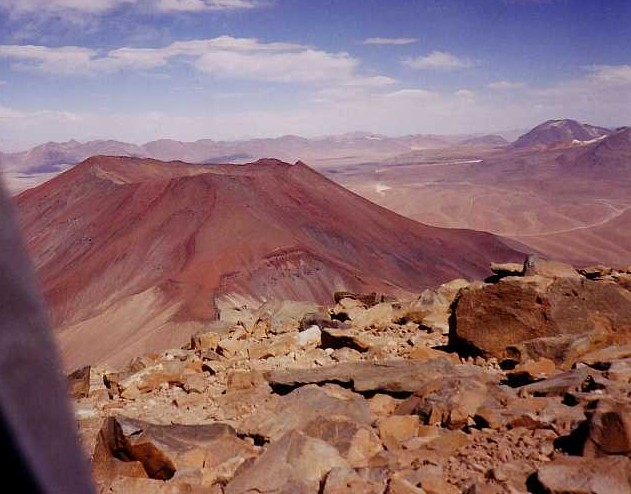

胡里克斯火山（西班牙語：Juriques），是南美洲的火山，位於玻利維亞和智利之間接壤的邊境，處於利坎卡武爾火山東南面，屬於安第斯山脈的一部分，海拔高度5,704米。